# Mojmír Chytil
Mojmír Chytil (* 29. April 1999 in Skalka u Prostějova) ist ein tschechischer Fußballspieler. Der Stürmer steht aktuell beim SK Slavia Prag unter Vertrag.

## Karriere

### Im Verein
Chytil begann in jungen Jahren das Fußballspielen beim Traditionsverein SK Prostějov. 2010 wechselte er in die Nachwuchsabteilung des Erstligisten Sigma Olmütz, bei dem er alle weiteren Jugendmannschaften durchlief. In der Saison 2018/19 wurde er erstmals in den Kader der ersten Mannschaft berufen und konnte am 14. Dezember 2018 beim 0:0-Unentschieden gegen Baník Ostrava sein Profidebüt geben, als er in der Nachspielzeit für Pavel Dvořák eingewechselt wurde. Im weiteren Saisonverlauf kam er noch zu drei weiteren Kurzeinsätzen in der Liga. In der Saison 2019/20 war Chytil zunächst Teil der zweiten Mannschaft, die in der drittklassigen Moravskoslezská fotbalová liga spielte, aktiv. Dort wurde er sehr schnell zum Leistungsträger und konnte in 14 Einsätzen in der ersten Saisonhälfte acht Tore erzielen, darunter einen Hattrick gegen den FC Odra Petřkovice. Daraufhin gehörte er in der Rückrunde zum festen Kader der ersten Mannschaft und kam zu regelmäßigen Einsätzen, zunächst zumeist als Einwechselspieler, später stand er auch oftmals in der Startformation. Am 30. November 2019 stand er beim 1:0-Sieg gegen Slovan Liberec sogar erstmals in der Startformation seiner Mannschaft. Am 23. Februar 2020 konnte er schließlich sein erstes Tor in der Liga erzielen, den 1:0-Siegtreffer im Spiel gegen Sparta Prag.
In die Saison 2020/21 startete Chytil als Stammspieler in der Mannschaft von Olmütz und kam in 31 Partien zum Einsatz, konnte dabei jedoch nur vier Tore erzielen, kam in der zweiten Saisonhälfte aber eher als Rotationsspieler zum Einsatz. Daraufhin wechselte er vor Beginn der Saison 2021/22 auf Leihbasis zum Ligakonkurrenten FK Pardubice. Dort debütierte er am 8. August 2021 beim 1:1-Unentschieden gegen Mladá Boleslav. Nach einem halben Jahr kehrte Chytil jedoch bereits wieder zu Olmütz zurück und kam dort regelmäßig zum Einsatz. In der Saison 2022/23 etablierte er sich als Stammspieler im Kader von Trainer Václav Jílek und konnte auch regelmäßiger Tore erzielen als in den vorangegangenen Jahren. In den 16 Spielen vor der Unterbrechung der Saison aufgrund der Fußball-WM 2022 in Katar konnte er sechs Tore erzielen, darunter einen Doppelpack bei der 2:3-Niederlage gegen Viktoria Pilsen am 10. September 2022. Auch in der Rückrunde blieb er Stammspieler beim Olmütz. Er kam in 29 der 30 Ligaspielen zum Einsatz, das eine verpasste er wegen einer Gelbsperre, und konnte dabei zwölf Ligatore erzielen. Am Ende der Saison belegte er mit seinem Verein den sechsten Tabellenplatz.
Zur Saison 2023/24 wechselte Chytil innerhalb der Liga zum Vizemeister SK Slavia Prag. Dort unterzeichnete er einen Vierjahresvertrag.

### In der Nationalmannschaft
Chytil durchlief mehrere Nachwuchsnationalmannschaften, so kam er 2015 in zwei Spielen der U-17-Nationalmannschaft zum Einsatz und konnte beim 2:2-Unentschieden gegen Kroatien sogar ein Tor erzielen. 2019 folgten zwei Einsätze in der U-20-Nationalmannschaft. Im November 2022 wurde Chytil von Nationaltrainer Jaroslav Šilhavý erstmals in den Kader der A-Nationalmannschaft Tschechiens berufen. Dort debütierte er am 16. November 2022 beim 5:0-Sieg gegen die Färöer-Inseln, bei dem er direkt in den ersten 23 Spielminuten einen Hattrick erzielen konnte. Dadurch wurde Chytil zum ersten Spieler der tschechischen Nationalmannschaft, der in einem Länderspiel einen Hattrick erzielen konnte, und auch in der tschechoslowakischen Nationalmannschaft war dies nur fünf weiteren Spielern gelungen.